# پیلزلی، داربی‌شر شمال شرقی
پیلزلی (به انگلیسی: Pilsley) یک روستا و محله مدنی در بریتانیا است که در North East Derbyshire واقع شده‌است. پیلزلی ۳٬۴۸۷ نفر جمعیت دارد.